# AB 23
AB 23 je kasetna bomba koju je koristila Luftvafe tokom Drugog svetskog rata.

## Opis
Telo AB 23 je napravljeno od mekog čeličnog lima sa četiri rebra zavarena na zadnjem delu kontejnera. AB 23 se sastojao od dve uzdužne polovine i bio je iznutra podeljen sa dva limena diska držana čeličnim šipkama. Prednji odeljak je imao šest bombi, dok je zadnji odeljak imao sedamnaest bombi. Dve polovine kontejnera držane su zajedno žicom za smicanje koja je prolazila kroz čelični nakovanj, u donjem delu džepa osigurača. Kada je osigurač bio aktiviran, žica je presečena malim eksplozivom ispod upaljača. Kućište se tada otvorilo i dozvolilo da bombe ispadnu. Uklanjanjem limenih diskova mogao bi se koristiti i za ispuštanje traka papira obloženog metalom za ometanje neprijateljskih radara. AB 23 je bio obojen tamno zelenom bojom i imale su dve uzdužne crvene pruge koje su prolazile duž repnih peraja. 
AB 23 se može konfigurisati za dva različita tereta:
- Koršćenjem SD 2 protivpešadijskih mina.
- Stavljanje u kontejner metalne folije radi zbunjivanja radara.